# Torquigener andersonae
Torquigener andersonae és una espècie de peix de la família dels tetraodòntids i de l'ordre dels tetraodontiformes.

## Morfologia
- Els mascles poden assolir 16 cm de longitud total.[4][5]

## Hàbitat
És un peix marí, de clima subtropical i demersal.

## Distribució geogràfica
Es troba al sud-est d'Austràlia.

## Observacions
És inofensiu per als humans.